# High Potential
Pour les articles homonymes, voir HPI.
Production
Diffusion
High Potential est une série télévisée américaine créée par Drew Goddard et diffusée depuis le 17 septembre 2024 sur le réseau ABC et en simultané sur le réseau CTV au Canada. Il s'agit d'un remake de la série franco-belge HPI, elle-même créée par Stéphane Carrié, Alice Chegaray-Breugnot et Nicolas Jean.
Kaitlin Olson reprend le rôle tenu par Audrey Fleurot dans la série originale.
En France, elle est diffusée depuis le 23 janvier 2025 sur Disney+, et au Québec à partir du 19 mars 2025 sur le réseau TVA.

## Synopsis
Morgan est une mère célibataire avec trois enfants qu'elle a eus avec plusieurs pères. Dotée d'un quotient intellectuel de 160 et d'un large éventail de connaissances, Morgan travaille comme femme de ménage dans les locaux de la police de Los Angeles. Un jour, le capitaine Selena, qui dirige la division des crimes graves, décide d'utiliser ses talents et lui propose un poste de consultant à temps plein. Morgan refuse mais se laisse convaincre par sa fille aînée, Ava. Morgan accepte donc l'offre à condition que Selena l'aide à retrouver son premier mari, le père d'Ava, disparu il y a quinze ans. Morgan et son style atypique ne seront pas toujours acceptés au sein du LAPD, notamment par l'inspecteur Karadec.

## Distribution

### Acteurs principaux
- Kaitlin Olson (VF : Victoria Grosbois) : Morgan Gillory
- Daniel Sunjata (VF : Boris Rehlinger) : Adam Karadec
- Javicia Leslie (en) (VF : Déborah Claude) : Daphne Forrester
- Deniz Akdeniz (VF : Benoît Cauden) : Lev « Oz » Osman
- Amirah J (VF : Jaynélia Coadou) : Ava Gillory
- Matthew Lamb (VF : Faustine Legrand) : Elliot Radovic
- Judy Reyes (VF : Daria Levannier) : le capitaine Selena Sotto
- Steve Howey : Jesse Wagner (depuis la saison 2)

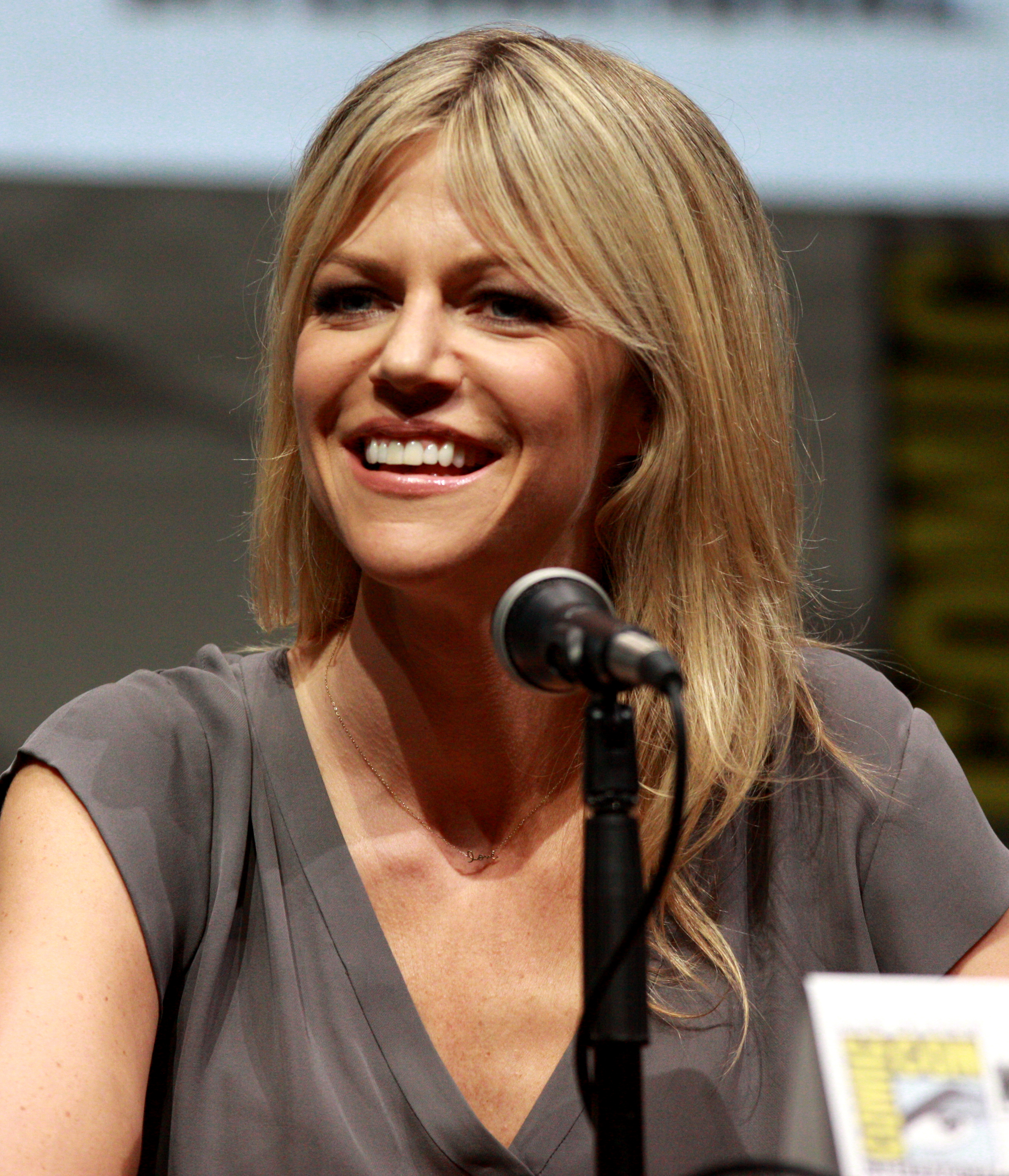
Kaitlin Olson interprète Morgan Gillory
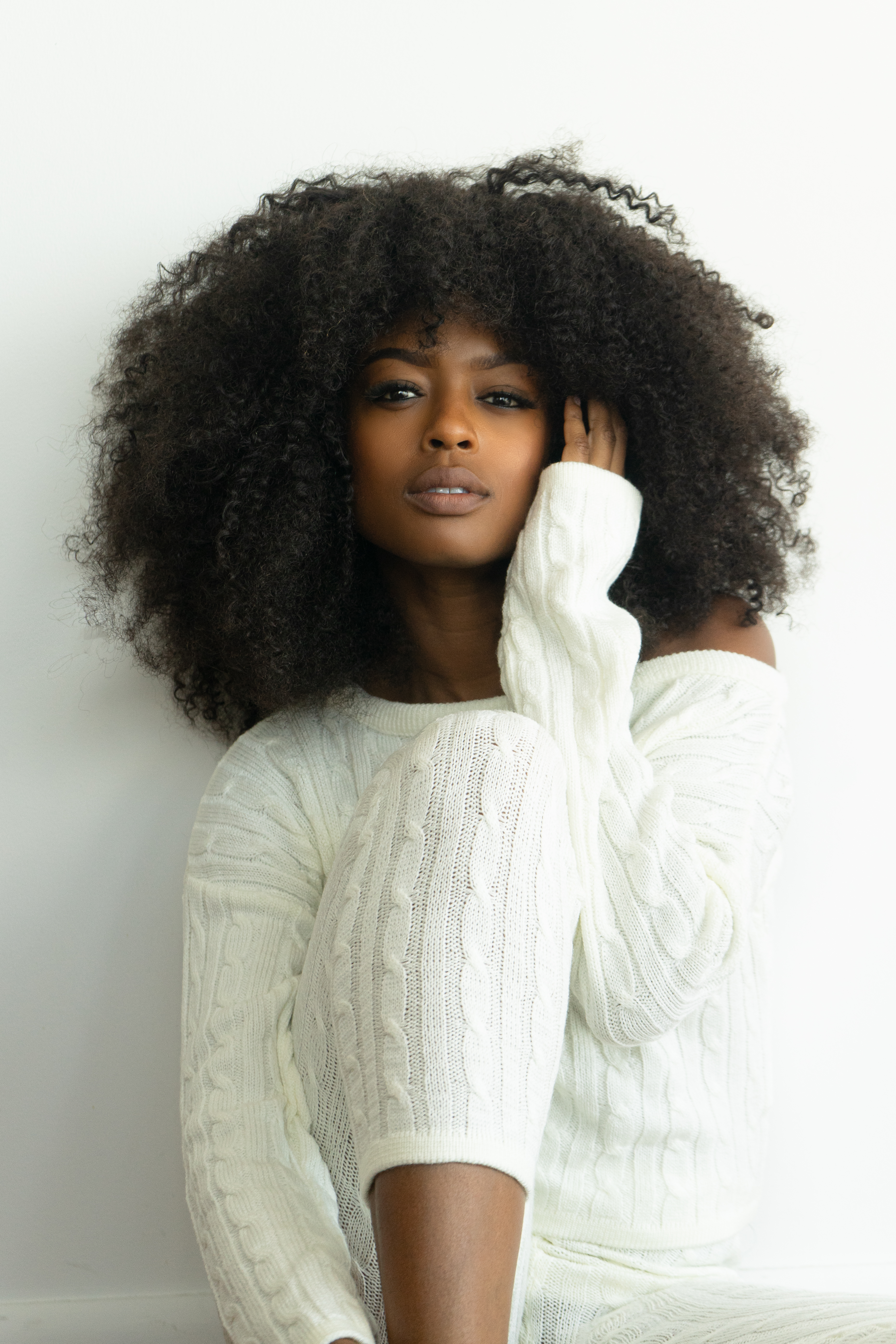
Javicia Leslie (en) interprète Daphne Forrester
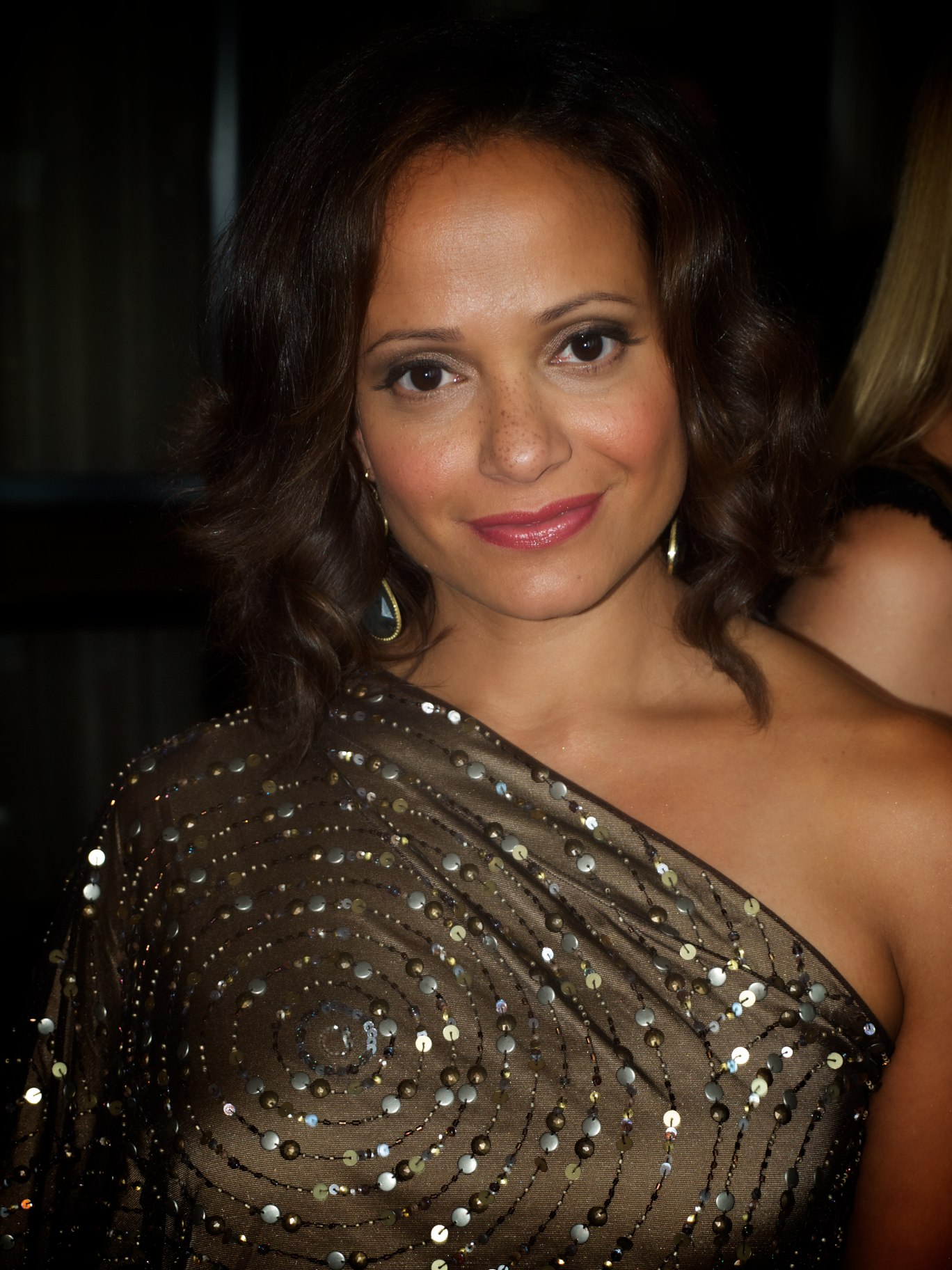
Judy Reyes interprète Selena Sotto
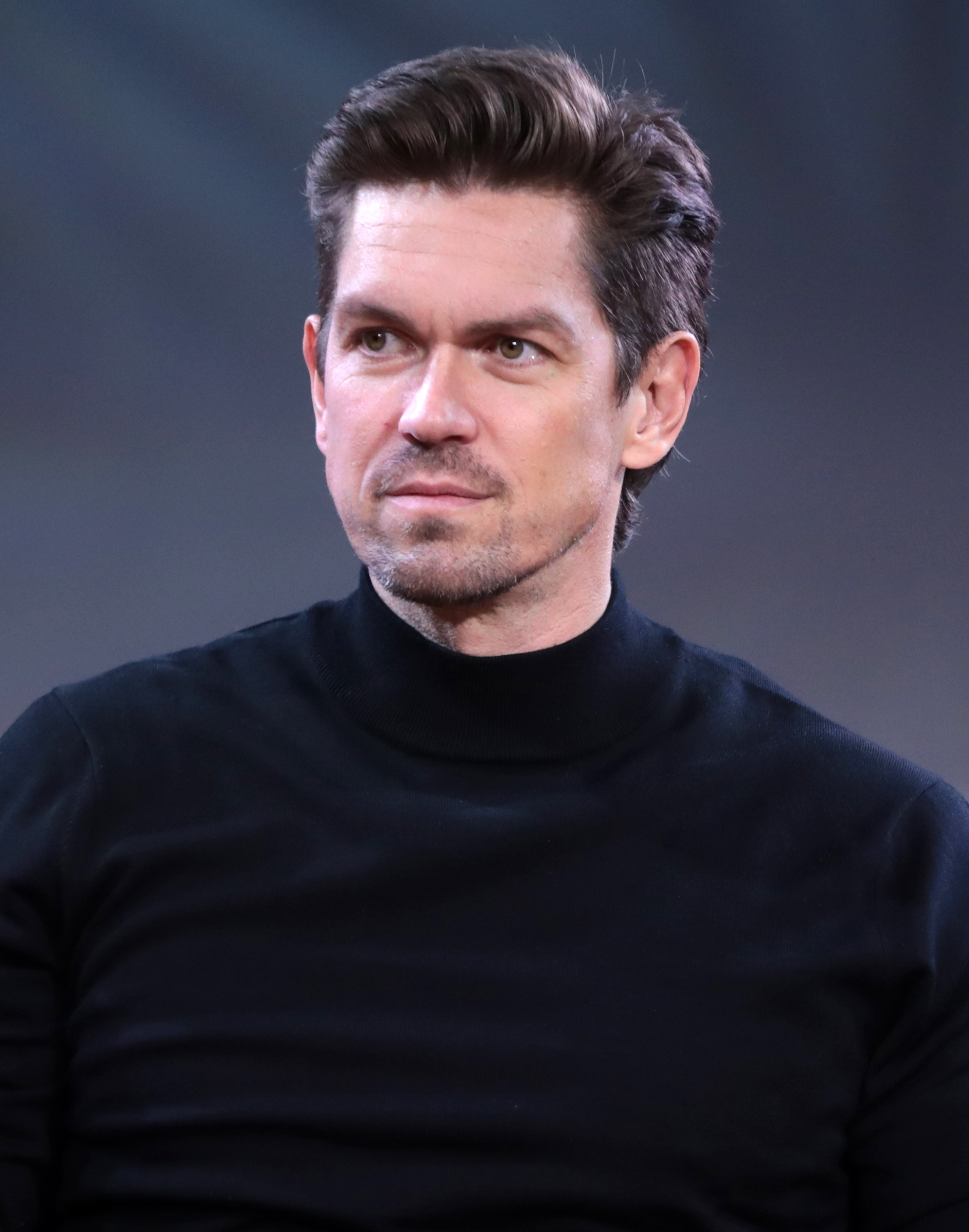
Steve Howey interprète Jesse Wagner

### Acteurs récurrents
- Taran Killam (en) (VF : Xavier Fagnon) : Ludo Radovic
- Garret Dillahunt (VF : Vincent Ropion) : le lieutenant Melon
- J. D. Pardo (VF : Emmanuel Garijo) : Tom Flores
- Mekhi Phifer (saison 2)[5]

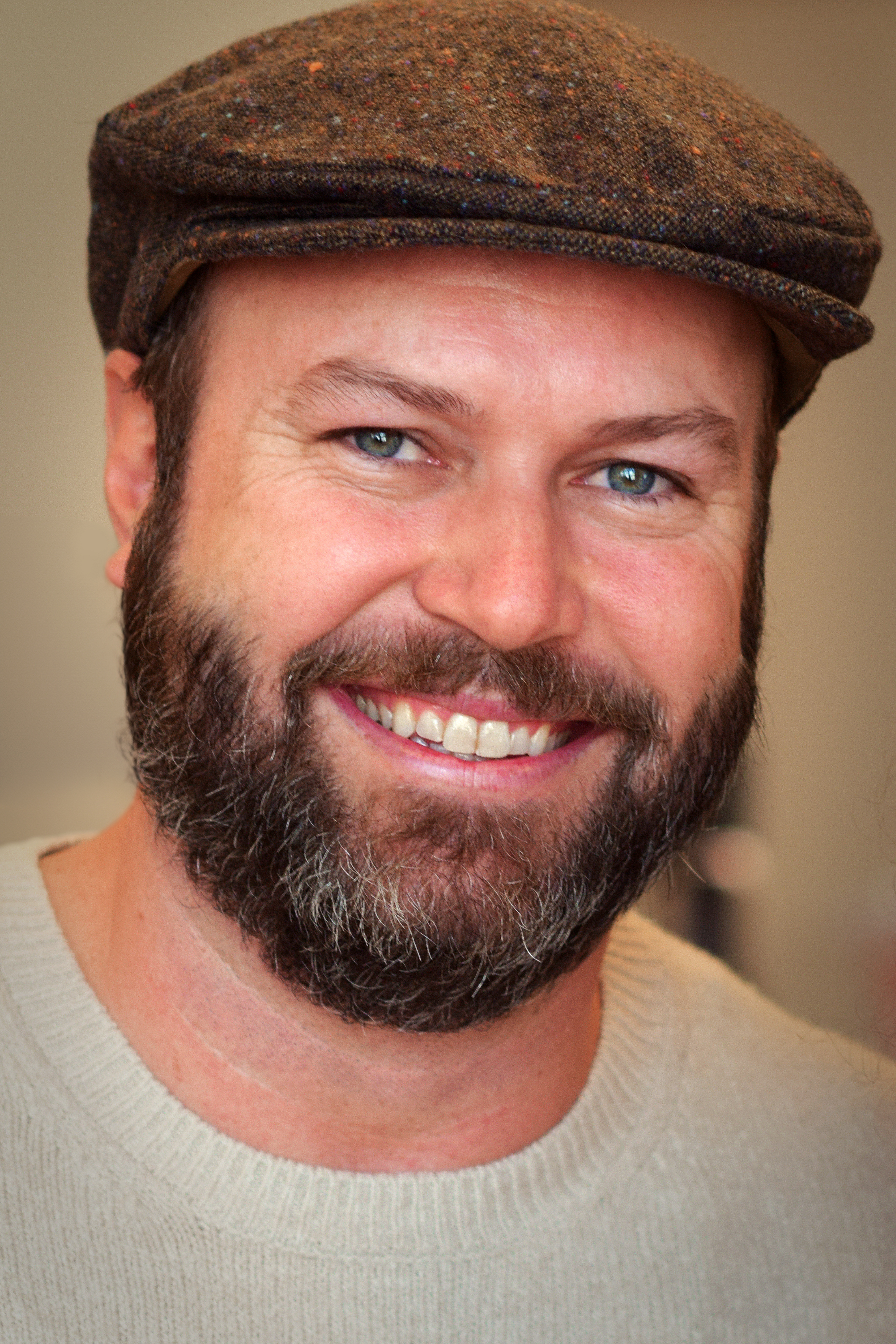
Taran Killam (en) interprète Ludo Radovic
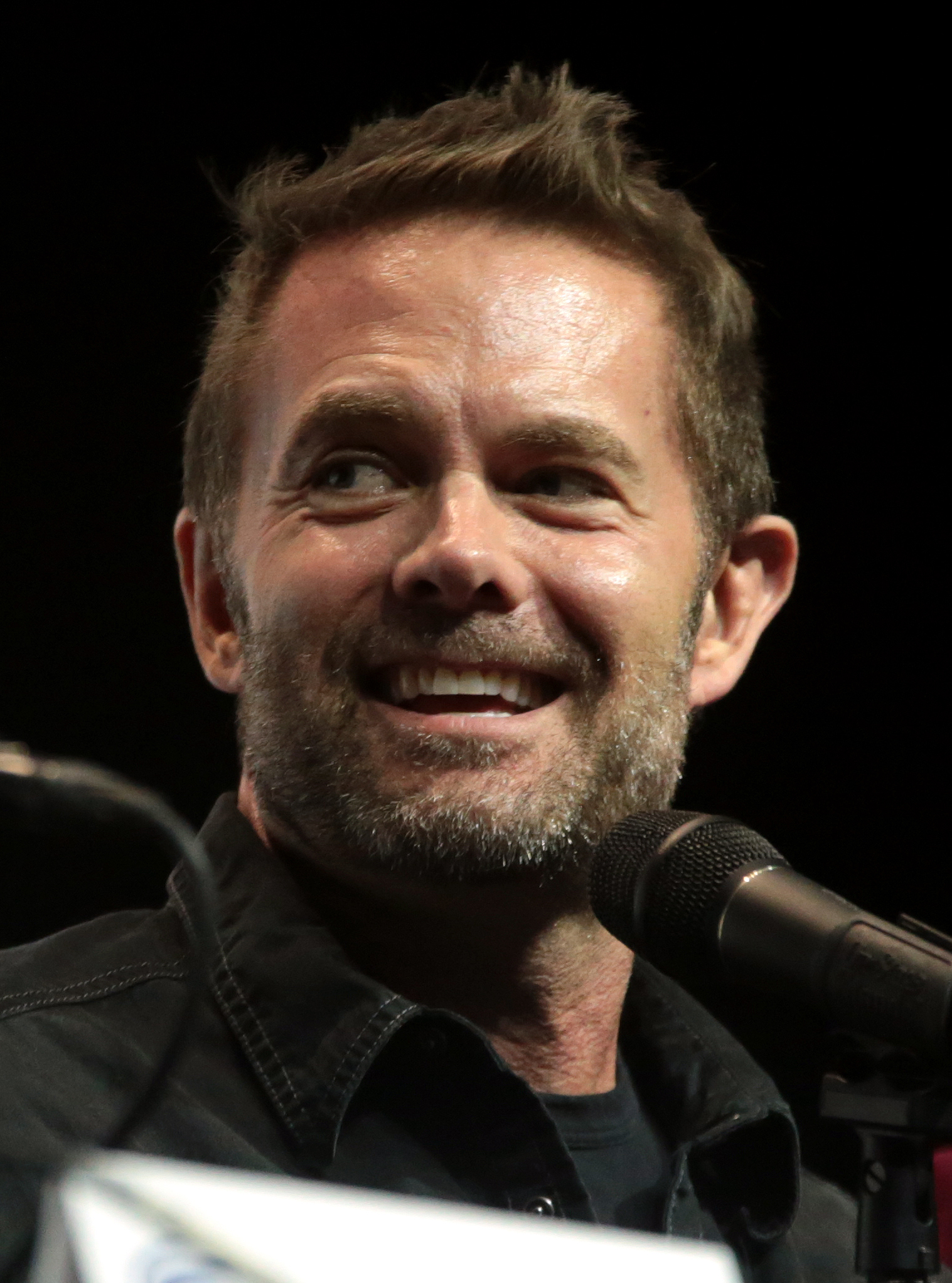
Garret Dillahunt interprète le lieutenant Melon
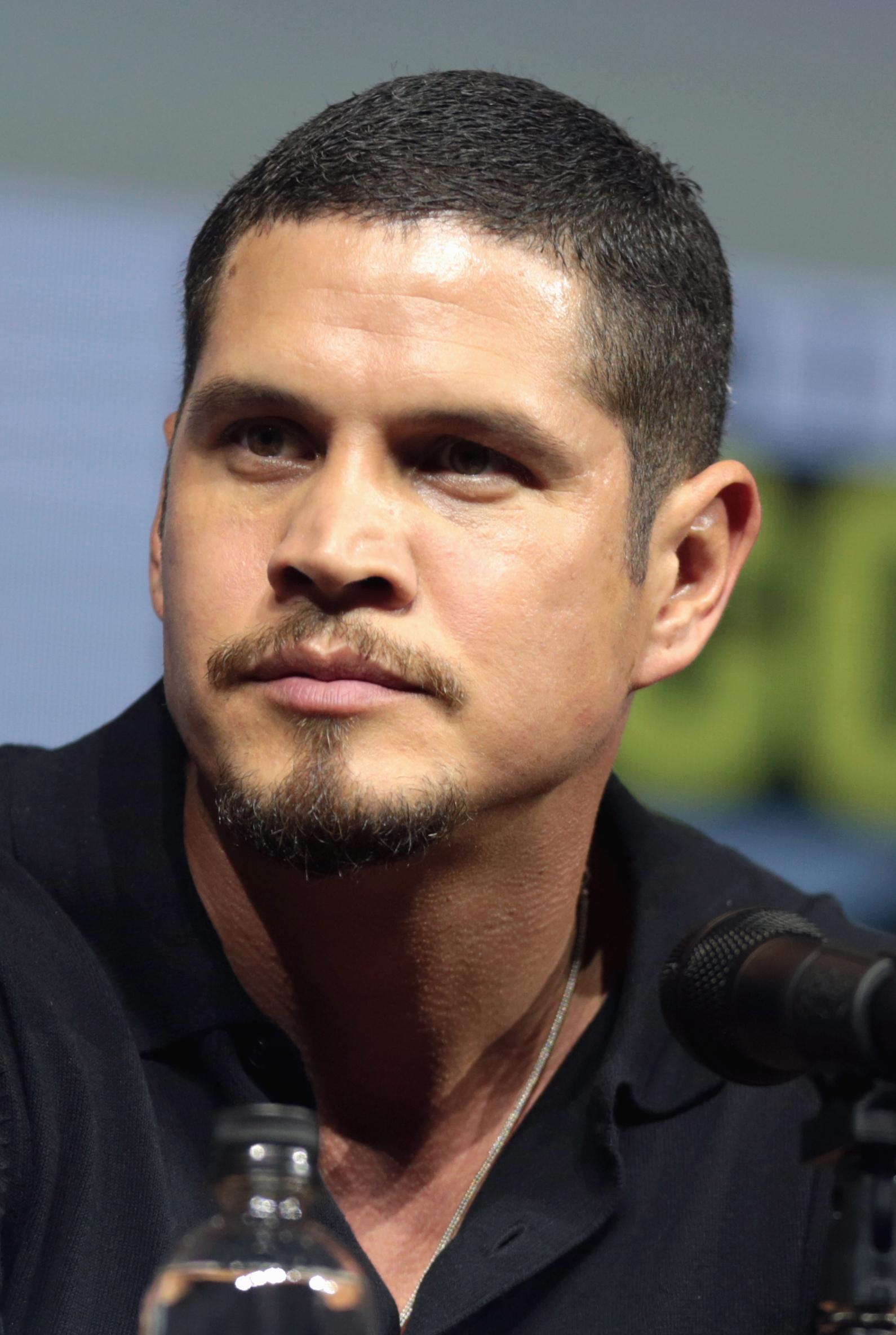
J. D. Pardo interprète Tom Flores
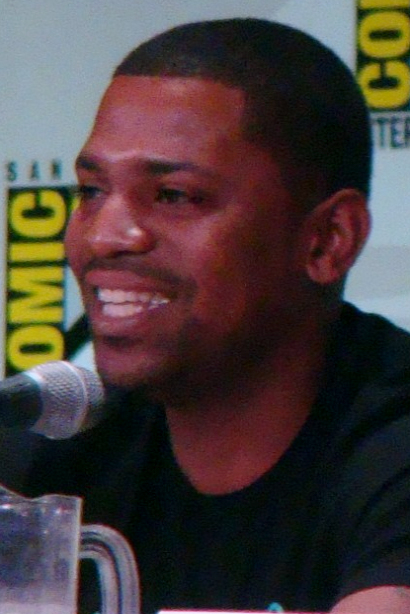
Mekhi Phifer

### Invités
Source et légende : version française (VF) sur RS Doublage

## Production

### Genèse et développement
En septembre 2022, ABC commande un pilote de High Potential, dont le scénario est écrit par Drew Goddard. En mai 2023, la chaine valide et commande une série complète. Drew Goddard est crédité comme créateur de la série et participe également à la production, avec Sarah Esberg, Rob Thomas, Dan Etheridge, Pierre Laugier, Anthony Lancret, Jean Nainchrik et Alethea Jones. Cette dernière réalise également le pilote. Rob Thomas devait initialement être show runner. La série est produite par Goddard Textiles, Spondoolie Productions, Itinéraire Productions, Septembre Productions et ABC Signature. En juin 2024, Rob Thomas quitte finalement son poste de show runner, poste qui revient ainsi à Todd Harthan, également annoncé comme producteur délégué.
Le 21 janvier 2025, la série est renouvelée pour une deuxième saison et sera diffusée à partir du 16 septembre 2025

### Attribution des rôles
Le casting principal débute en février 2023. Kaitlin Olson, Daniel Sunjata, Javicia Leslie, Deniz Akdeniz, Judy Reyes et Amirah J sont annoncés dans les rôles principaux. En juillet 2024, Garret Dillahunt est confirmé dans un rôle récurrent.
En août 2024, Taran Killam est annoncé dans un rôle récurrent.

### Tournage
Le tournage a lieu à Vancouver et Los Angeles. En plus d'Alethea Jones pour le pilote, Marc Webb, Rebecca Asher, Amanda Treyz, Eric Dean Seaton, Pete Chatmon réalisent les autres épisodes.

## Épisodes
| Saisons | Saisons | Nombre d'épisodes | Diffusion originale sur ABC | Diffusion originale sur ABC | Diffusion française sur Disney+ | Diffusion française sur Disney+ |
| Saisons | Saisons | Nombre d'épisodes | Début de saison             | Fin de saison               | Début de saison                 | Fin de saison                   |
| ------- | ------- | ----------------- | --------------------------- | --------------------------- | ------------------------------- | ------------------------------- |
|         | 1       | 13                | 17 septembre 2024           | 11 février 2025             | 23 janvier 2025                 | 10 avril 2025                   |
|         | 2       | NC                | 16 septembre 2025           | NC                          | NC                              | NC                              |

### Première saison (2024-2025)
1. Un vent de génie (Pilot)
2. Danse au clair de lune (Dancers in the Dark)
3. L'inconnu de la baignoire (Dirty Rotten Scoundrel)
4. Les petites disparues (Survival Mode)
5. Un amour empoisonné (Croaked)
6. Réveil mortel (Hangover)
7. La journée «oui» (One of Us)
8. La vérité sur l'affaire Lucas Philipps (Obsessed)
9. Une fortune en jeu (The RAMs)
10. Des nounous d'enfer (Chutes and Murders)
11. Autopsie d'un vieux meurtre (The Sauna at the End of the Stairs)
12. À deux, c'est toujours mieux (Partners)
13. Alors, vous jouez ? (Let's Play)

### Deuxième saison (2025-2026)
Cette saison sera diffusée à partir du 16 septembre 2025 sur le réseau ABC.

## Accueil
La série obtient 86 % d'avis favorables sur l'agrégateur de critiques américain Rotten Tomatoes, pour 14 critiques collectées et une note moyenne de 6,8/10. Le consensus suivant résumé les critiques : « Avec l'ineffable Kaitlin Olson à portée de main pour injecter une certaine personnalité pointue dans une formule familière, High Potential est un procedural solide avec beaucoup d'avantages ». Sur Metacritic, qui utilise une moyenne pondérée, la série obtient une note de 68⁄100 pour 10 critiques, indiquant des critiques « généralement favorables ».
La presse américaine souligne la performance de Kaitlin Olson notamment Variety ou The Hollywood Reporter dans lequel on peut notamment lire qu'elle est « la bonne raison de regarder [la série],. »